# Oud Kraggenburg

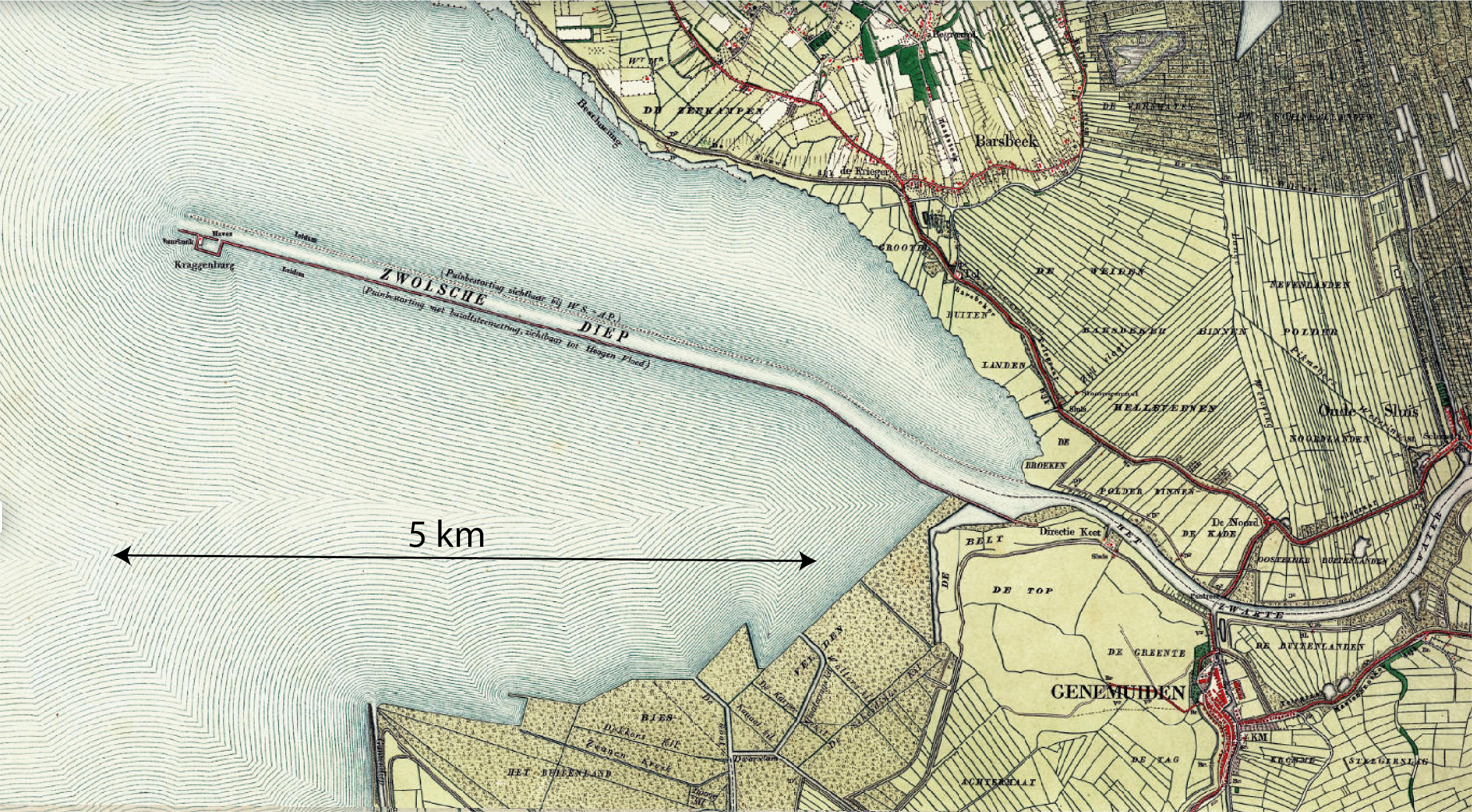
Locatie van het Zwolse Diep en Kraggenburg vanaf 1850 tot ca 1930

Oud-Kraggenburg is een voormalig kunstmatig schiereiland in de Zuiderzee aan het Zwolse Diep. Sinds de drooglegging van de Noordoostpolder is het eiland met zijn lichtwachterswoning van Kraggenburg en voormalige lichtbakens een verhoging in het landschap midden tussen de akkers van de nieuwe polder.
Het Zwolsche Diep is een vroegere vaargeul in de Zuiderzee bij Genemuiden op de grens van de tegenwoordige Nederlandse provincies Flevoland en Overijssel. De vaargeul was gegraven als verlenging van de rivier het Zwarte Water en maakte het voor zeeschepen mogelijk de steden Zwolle en Zwartsluis te bereiken.
Omtreeks het midden van de 18e eeuw werden over een lengte van zes kilometer strekdammen aangelegd die zichtbaar waren bij hoge vloed. De dammen moesten verzanding van de riviermond voorkomen om de twee havensteden bereikbaar te houden. Aan het eind van de zuidelijke dam werd de vluchthaven Kraggenburg aangelegd met vuurtoren, tol en een lichtwachterswoning. 
Bij de aanleg van de strekdammen werd gebruik gemaakt van kraggen. Dit leverde een kostenbesparing op waardoor er geld beschikbaar was om de vluchthaven te voorzien van een havenmeesterswoning. Op deze manier kon een havenmeester aanwezig zijn voor het ontsteken van de lichten en hij inde de tol die alle schepen moesten betalen om tussen de strekdammen te varen. Deze havenmeesterswoning geschikt voor een gezin kwam eind 1848 gereed. De woning was 14 bij 4 meter, opgetrokken van hout met een rieten dak. De woning beschikte over een stal voor tien jaagpaarden ten behoeve van het jaagpad.
Begin 1875 nam Rijkswaterstaat alle werken over. De Naamloze Maatschappij ter verbetering van den handelsweg over het Zwolse Diep, die de strekdammen had aangelegd en eigenaar van het schiereiland was, was in financiële problemen gekomen. Rijkswaterstaat schafte de tol af. In 1877 werd de terp verhoogd en kwam er een bakstenen lichtwachterswoning. Dit nieuwe Kraggenburg kreeg door de lichtopstand op het dak daarmee het aanzien van een vuurtoren. Deze situatie is nog altijd aanwezig.
De laatste lichtwachter was Casper Kombrink. Hij kwam in 1902 op het eiland aan met zijn vrouw. Zijn salaris was 39,69 gulden per maand, dit was relatief hoog voor die tijd en mede als compensatie voor zijn zeer geïsoleerde werkplek. Op het kleine eiland was altijd voor minstens drie weken eten beschikbaar,  met een lange houdbaarheid omdat boodschappen doen aan land niet altijd mogelijk was vanwege het weer. Omstreeks 1911 werd het licht deels geautomatiseerd en kon Kombrink met zijn familie naar het vaste land verhuizen. Na zijn vertrek zijn er nog twee vuurtorenwachters op het eiland geweest die het in totaal zes jaar hebben uitgehouden. Op 1 februari 1920 verliet de laatste lichtwachter Barend Kroese het eiland. Hun vertrek werd mogelijk door een volledige automatisering van licht en mistklok. Tot 1938 heeft Kombrink – op afstand – de functie van vuurtorenwachter uitgeoefend.
Met de aanleg van de Noordoostpolder kwam de woning in de polder te liggen en kwam een eind aan het isolement. Het oude eiland is nog zichtbaar als een verhoging in het vlakke polderlandschap. Met de komst van het dorp Kraggenburg kreeg het lichtwachterscomplex de naam Oud-Kraggenburg. In 1969 werd het geheel een rijksmonument.
Het huidige dorp Kraggenburg is vernoemd naar het voormalige eiland.

## Trivia
De zoon van Casper Kombrink, Lammert, heeft een boek geschreven over het leven op Oud-Kraggenbrug, dat is uitgegeven met de titel Zeeburcht, de bijnaam van het eilandje.